# Игуаке
Игуаке — озеро, расположенное в департаменте Бояка в Колумбии. Озеро и прилегающая территория были объявлены заповедной зоной флоры и фауны в 1977 году.

## География и климат
Озеро Игуаке находится к северо-западу от города Вилья-де-Лейва и является частью заповедника SFF Игуаке. Преобладающей экосистемой местности служат парамо с произрастающими здесь эспелетиями, папоротниками, лишайниками и пуйя. Средняя температура составляет 12 °C. Площадь поверхности — 0,00675 км². Высота над уровнем моря — 3800 м.

## Культурное значение
Озеро Игуаке — сакральное место для коренных жителей. Согласно мифология муисков человечество зародилось здесь, когда богиня Бачуэ вышла из вод озера, держа на руках своего маленького сына. Когда мальчик подрос, люди населяли уже всю землю. Мать же с сыном в конце концов вернулись обратно в озеро в виде змей.